# Sofia Carlota de Hanôver
Sofia Carlota de Hanôver (em alemão: Sophie Charlotte von Hannover; 30 de outubro de 1668 – 21 de janeiro de 1705) foi Duquesa de Brunsvique-Luneburgo, e esposa do Príncipe-Eleitor de Brandemburgo, Frederico III, que foi coroado no Palácio de Königsberg, em 1701, como Frederico I da Prússia, o que fez dela Rainha da Prússia. Era filha da princesa Sofia de Hanôver e de Ernesto Augusto, Eleitor de Hanôver.

## Biografia
Sofia Carlota de Hanôver nasceu no Castelo de Iburg, em Osnabrück, em 30 de Outubro de 1668, única filha de Ernesto Augusto, eleitor de Brunsvique-Luneburgo e Sofia do Palatinado. A sua mãe tinha sido nomeada pretendente ao trono britânico por meio da Lei do Assentamento 1701, mas seria o irmão mais velho de Sofia Carlota que se tornaria Rei Jorge I da Grã-Bretanha em 1714. Criada inicialmente no Castelo de Iburg, a família mudou-se para o Castelo de Osnabrück em 1673 e mais tarde para Hanôver em 1679. Sua educação foi bem concreta. 

### Casamento e vida na Prússia
Quando era criança, Carlota visitou a França com a sua mãe na esperança de arranjar o seu casamento foi Luís de França, o "Grand Dauphin", herdeiro do trono francês. Mais tarde o príncipe casou-se com a princesa Maria Ana da Baviera, mas Carlota voltou a surgir como possível noiva, desta vez do seu pai, Luís XIV, quando a esposa dele morreu em 1683. Este plano também nunca foi realizado. Em vez disso, em 8 de Outubro de 1684, casou com Frederico de Hohenzollern, o futuro rei Frederico I da Prússia. O seu marido estava tão apaixonado por ela que, apesar de ter uma amante oficial a viver num palácio, imitando o rei Luís XIV de França, nunca recorria aos seus serviços. Após o casamento, Sofia Carlota tornou-se eleitora de Brandemburgo, tornando-se mais tarde a primeira rainha na Prússia em 1701. A união, arranjada inteiramente por razões políticas, não foi feliz.
A jovem entrou em um mundo de homens da Prússia Oriental, Sofia Carlota não teve uma vida fácil, ela foi criada como uma hanoveriana, onde as artes eram promovidas e apreciadas. Ela era uma amante das artes, da filosofia, da literatura, da música e do paisagismo. Além de ser poliglota: falava alemão, italiano, francês e inglês fluentemente. Sofia, uma feminista avant la lèttre (antes de o termo existir), não suportava a corte de Brandemburgo por seus ritos e hábitos, ultrapassados. Por isso, buscava sempre voltar a Hanôver, ela era independente e não fazia questão de atuar como a mulher que estava por trás de um homem de poder.
Uma vez que ela chegou à corte em Berlim, ela enfrentou uma luta para manter seu senso de civilização contra o militarismo da família Hohenzollern. Sua cidade natal, Hanôver, estava sob a sombra cultural do palácio de Versalhes, construído apenas um quarto de século antes pelo rei Luís XIV. As dispendiosas e esplêndidas atividades sociais e artísticas da nova corte francesa provocaram imitação em muitos outros países da Europa, e nenhum deles foi mais receptivo a essa "grande cultura" do que do que Hanôver, poucas mulheres se mostraram receptivas mas a Duquesa Sofia e sua filha Sofia Carlota eram extremamente receptivas a essa cultura. A hostilidade prussiana em relação às pretensões e aspirações ambições de Sofia Carlota foi incorporada no seu sogro Frederico Guilherme. O Grande Eleitor havia herdado um reino economicamente atrasado que tinha sido devastado durante a primeira metade do século XVII pela terrível Guerra dos Trinta Anos. Ao pressionar seus súditos a apoiar um enorme exército permanente, este reino foi moldado em um regime militar, ele forçou a sua família e a sua corte a sacrificar confortos fundamentais, bem como ornamentos culturais como música e entretenimento artístico. 
O Grande Eleitor não via qualquer utilidade na arte e na música. Nos seus últimos anos, Frederico Guilherme ficou amargamente decepcionado com a personalidade de seu sucessor, o jovem Frederico não era apenas fisicamente pouco atraente e desinteressado pelos assuntos militares, era uma alma sensível com uma inclinação artística que queria gastar dinheiro em coisas finas, exacerbando ainda mais a raiva de seu pai pelo comportamento intelectual e artístico. Então a segunda esposa do seu filho chegou à sua corte, preparada para introduzir a cultura aos prussianos atrasados. O eleitor não gostava tanto da sua nora e ela não gostava dele, e na corte ela suportou o ridículo e a perseguição social. Em 1688, Frederico Guilherme morreu. Nesse mesmo ano, Sofia Carlota deu à luz o seu único filho Frederico Guilherme I, que foi nomeado com o nome de seu avô, e o seu marido Frederico tornou-se eleitor de Brandenburgo, o título pelo qual governaria durante os 13 anos seguintes.

## Estímulo cultural

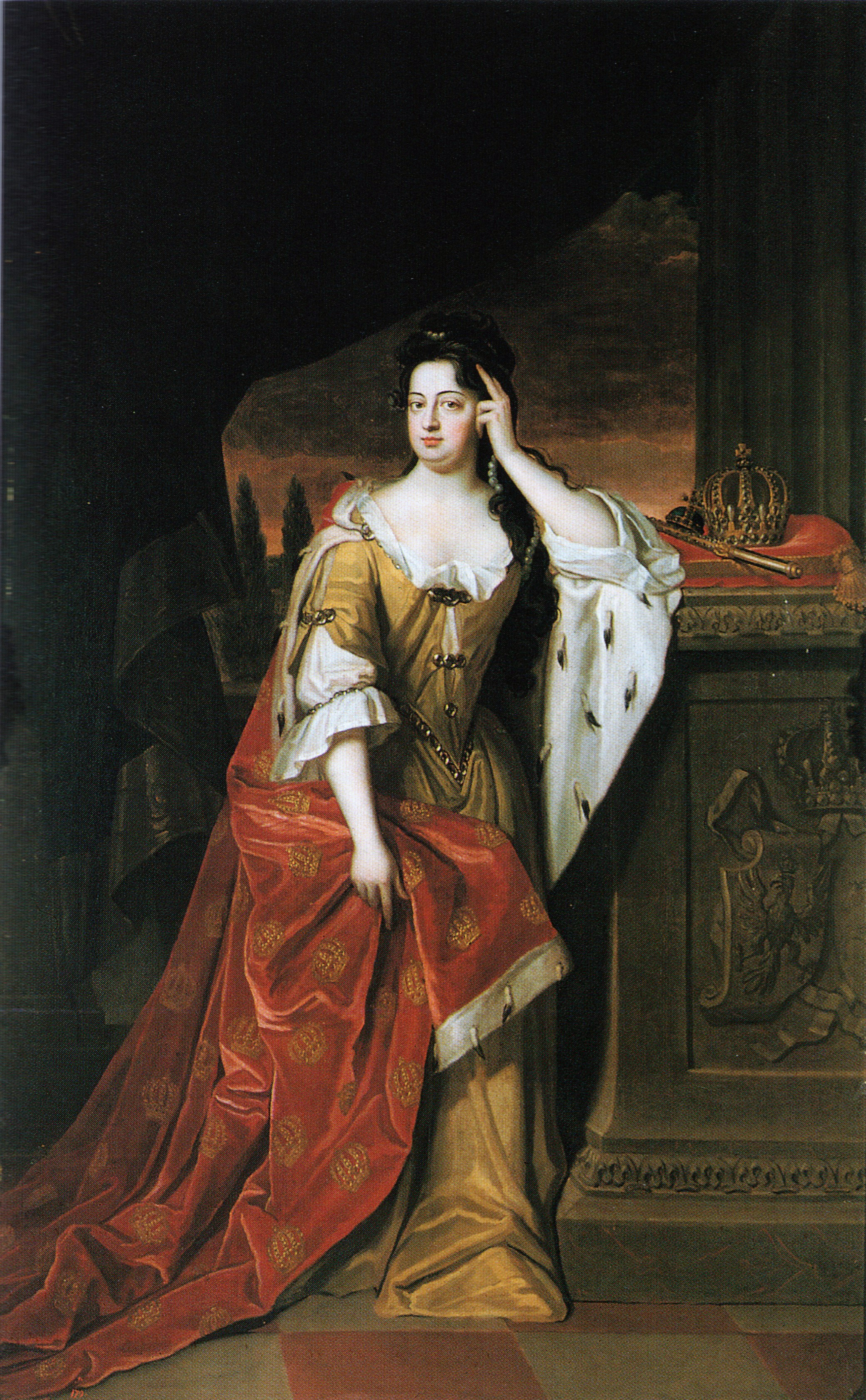
Pintura a óleo de Sofia Carlota de Hanôver, por Friedrich Wilhelm Weidemann, 1702

Livre da influência dominante do seu sogro, Sofia Carlota se voltou para seus gostos culturais, e encorajou o seu marido a patrocinar essas atividades. Após anos de irritação sob a raiva e mesquinhez do seu pai, Frederico foi facilmente persuadido. Ele era também suscetível ao exemplo encantador e sofisticado dado pela vida na corte de Versalhes. Para além do puro prazer do seu acesso às artes, usaram a arte para se glorificarem, bem como para reforçarem a autoridade e o prestígio. Sofia Carlota era livre para "educar" os prussianos rústicos. Aprofundando seus conhecimentos na música, filosofia, e na construção de residências reais, ela transformou-se em uma intelectual e mecenas das artes. 
Na música, a jovem governanta trouxe a influência da herança hanoveriana da sua mãe Sofia para o mundo berlinense, expandindo os horizontes musicais dos alemães orientais. Alguns anos depois, a tradição musical de Hanôver floresceria na Inglaterra através das obras de Georg Friederich Handel; entretanto, ela estava a ajudar a lançar as bases de apreciação que tornariam universal a recepção da música de Johann Sebastian Bach durante esse mesmo período. O compositor Arcangelo Corelli honrou-a com as suas sonatas Op. 5 para violino (Roma, 1700). Esta última foi uma das composições para violino mais importantes da História da música ocidental. Apesar de tudo, a natureza da sua relação com Corelli permanece obscura.
Foi na filosofia que Sofia Carlota contribuiu mais diretamente para a cultura geral da Europa, através do seu cultivo de uma amizade profunda e duradoura com Gottfried Wilhelm Leibniz, o génio excepcional da época. Presidiu também a debates religiosos entre jesuítas, protestantes e livre-pensadores, preparando-se para participar nos argumentos através da leitura das obras de Pierre Bayle, o defensor frances da tolerância religiosa. Ganhou o reconhecimento do livre-pensador inglês John Toland. Com Leibniz, desfrutou de longas conversas sobre temas tão diversos como a existência da alma, a filosofia romana de Lucretius, e as máquinas de movimento perpétuo. Ela também o estimulou à publicação, finalmente, da sua Teodiceia, a única obra formal que ele se aventurou a publicar durante a sua vida. 
Em 1696, mandou construir o Palácio de Charlottenburg (que recebeu originalmente o nome de Palácio de Lützenburg), criado pelo arquiteto Johann Arnold Nering. Lá viveu de forma independente do marido e tinha a sua própria corte. A partir de 1700, passou a viver lá regularmente nos meses de verão. Rodeava-se de filósofos e cientistas e inspirou a criação da Academia das Ciências da Prússia. Interessava-se por música, cantava e tocava cravo, mandou construir um teatro de ópera italiana e contratou os músicos Attilio Ariosti e Giovanni Battista Bononcini.
Sofia Carlota era uma personagem tão formidável que quando o czar Pedro, o Grande a conheceu a ela e à mãe durante a sua Grande Embaixada em 1697, ficou tão impressionado e intimidado que não conseguia falar. Ambas as mulheres puseram-no à vontade e ele retribuiu com o seu habitual humor e malas cheias de brocados e peles.

## Últimos anos
Os últimos dias de Sofia Carlota foram diminuídos pela triste constatação de que o seu filho Frederico Guilherme I estava a transformar-se em um homem rude, mesquinho e anti-cultural como o seu avô. Felizmente ela foi poupada do tratamento brutalmente repressivo de Frederico Guilherme contra o seu filho e sua esposa Sofia Doroteia de Hanôver (sua sobrinha, filha do Rei Jorge I da Grã-Bretanha) 

Sofia Carlota morreu de pneumonia no dia 21 de Janeiro de 1705, enquanto visitava a sua mãe no Eleitorado de Hanôver, foi enterrada na cripta da Catedral de Berlim, em Berlim, Reino da Prússia, Alemanha, aos 36 anos, oito anos antes de o seu filho suceder ao seu pai como Frederico Guilherme I. O seu reinado duraria o próximo quarto de século, até 1740. Seu neto chegou ao trono como Frederico II e ficou conhecido na história como Frederico II, o Grande. Em quase meio século de governo, de 1740 a 1786, ele realizou os feitos militares que empurraram a Prússia para a hegemonia da Europa Central e lançaram as bases para a criação durante o próximo século da Alemanha moderna.

O Palácio de Charlottenburg.

E enquanto ganhava proeminência em toda a Europa pela sua diplomacia, ressuscitou as preocupações culturais da sua avó, cultivando a filosofia e as artes, e ganhou a aclamação dos filósofos franceses, especialmente Voltaire, como modelo para o "rei filósofo" de Platão. Sofia Carlota merece ser designada a primeira anfitriã da cultura, dominada por mulheres do Iluminismo europeu.  

### Legado
Charlottenburg, Charlotttensee e o Sophie-Charlotte-Oberschule em Berlim receberam o nome em sua honra.

## Descendência
1. Frederico Augusto de Brandemburgo (6 de outubro de 1685 – 31 de janeiro de 1686), morreu aos quatro meses de idade.
2. Frederico Guilherme I da Prússia (14 de agosto de 1688 – 31 de maio de 1740) casado com Sofia Doroteia de Hanôver; com descendência.

## Títulos e estilos
- 30 de Outubro de 1668 – 8 de Outubro de 1684 Sua Alteza Sereníssima Duquesa Sofia Carlota de Brunsvique-Luneburgo
- 8 de Outubro de 1684 – 29 de Abril de 1688 Sua Alteza Sereníssima Princesa-hereditária da Prússia, Princesa-eleitora de Brandemburgo
- 29 de Abril de 1688 – 18 de Janeiro de 1701 Sua Alteza Sereníssima a Duquesa da Prússia, Eleitora de Brandemburgo
- 18 de Janeiro de 1701 – 1 de Fevereiro de 1705 Sua Majestade a Rainha da Prússia, Eleitora de Brandemburgo